# Premios American Music
Los Premios de la Música Estadounidense (en inglés: American Music Awards [AMA]) son premios entregados a lo mejor de la música, reconocen a los artistas más populares. Fueron creados por el presentador de televisión Dick Clark en 1973 para competir con los premios Grammy, luego de que la ceremonia de ese año se mudara a Nashville, Tennessee. Michael Jackson y Donny Osmond animaron la primera entrega junto a Rodney Allen Rippy y Ricky Segall en 1974.
Mientras los Grammy se reparten de acuerdo al voto de la Academia Nacional de las Artes y Ciencias de la Grabación, los AMA se determinan por una encuesta realizada a consumidores de música. Los premios Billboard y AMA celebran la popularidad, mientras que los Grammy galardonan la calidad musical. La única diferencia mayor entre los American Music Awards y sus dos competidores es que los primeros no cuentan con la categoría Mejor Sencillo o Grabación.
En 1996, los AMA otorgaron un nuevo premio, Artista Favorito del Año, que fue entregado a Garth Brooks. Brooks pronunció un breve discurso en el que dijo, esencialmente, que no merecía ese reconocimiento en un año en que no había hecho nada, y dejó el trofeo en el podio. Desde entonces la categoría fue suprimida.
Aunque los American Music Awards son entregados principalmente a artistas originarios de Estados Unidos, diversos músicos extranjeros los han recibido, como Elton John, Céline Dion, Shakira, Shania Twain, George Michael, Rihanna, Enrique Iglesias, One Direction, Justin Bieber, BTS, Adele, The Weeknd y las Spice Girls.
Durante la primera década de vida, los AMA tuvieron múltiples anfitriones, cada uno presentando un género musical diferente. Por ejemplo, Glen Campbell es quien entrega los premios a la música country, mientras que otros artistas presentan los premios para su propio género. En años recientes, suele haber solo un anfitrión, como Jimmy Kimmel, quien en el 2008 cumplió cuatro años realizando esa labor.
Desde sus inicios en 1973 hasta 2003, los AMA se llevaban a cabo en enero, pero fueron cambiados a noviembre a partir de 2003 para que no compitieran con otros premios importantes —como los Globos de Oro y los Óscar—, garantizándole a la televisora ABC un show con buenos niveles de audiencia.
El grupo musical que más American Music Awards ha ganado es Alabama, con veintidós premios, y las solistas que ostentan el mismo récord son Whitney Houston, con treinta y dos, Michael Jackson, con veinticuatro, y Taylor Swift, con treinta y cuatro, quien a su vez es la artista más premiada en la historia de estos galardones. Los álbumes que han recibido más AMA en un año son Thriller, de Michael Jackson, y The Bodyguard Soundtrack, de Whitney Houston, cada uno con ocho premios. En 2013 se entregó por primera vez el Icon Award, este reconocimiento a la trayectoria fue otorgado a la cantante barbadense Rihanna. Durante la ceremonia de 2014 se le otorgó el primer Dick Clark Award for Excellence a la cantautora estadounidense Taylor Swift por sus grandes logros en la industria musical. Además, en el 2019, ella se convierte en la primera mujer en ganar el premio a «Artista de la Década».

### Premios Especiales
- Artista de la Década

Implementada en 2019 para la década de los 2010, la primera ganadora fue la estadounidense Taylor Swift. Los demás nominados de esta categoría, fueron Drake, Ariana Grande, Halsey y Post Malone. No hay una diferencia entre la estatuilla normal.
- Premio al Merito

Esta es un poco irregular, en la década de los 70, 80 y 90 se entregaba año con año. Pero poco a partir de 2004 se entrega algunas veces. Han ganado 13 artistas en total, siendo el último el británico Sting en 2016. La estatuilla en vez de tener base negra, tiene base blanca
- Premio al Icono

Un poco parecida al mérito. Esta se entrega cuando se amerite, se galardona a un artista por ser un icono en la música y en la cultura. Se entregó por primera vez en 2013, para la barbadense Rihanna, la estatuilla en vez de tener una base negra, tiene una base blanca.
- Premio al Logro Especial

Esta se entrega cuando se amerite, se galardona a un artista por un logro característico en su carrera, fue entregada por primera vez en 1984, la han ganado Michael Jackson, Prince, Mariah Carey y Katy Perry. La estatuilla en vez de tener una base negra, tenía una base de madera con una placa dorada, recordando un poco a la estatuilla antigua de la ceremonia.